# Quinto Emilio Papo
Quinto Emilio Papo  (latino: Quintus Aemilius Papus; fl. III secolo a.C.) è stato un politico e militare romano.

## Biografia
Quinto Emilio Papo fu per ben due volte console: nel 282 a.C. e nel 278 a.C.; fu, inoltre, censore nel 275 a.C., sempre ebbe come collega Gaio Fabricio Luscino.
Durante il suo primo consolato comandò l'esercito romano contro Etruschi e Galli Boi, mentre Fabricio era impegnato nell'Italia meridionale. Riuscì a sconfiggere completamente le forze nemiche ed il castigo inflitto ai Galli Boi fu così pesante, che rimasero tranquilli per ben cinquant'anni.
Nel 280 a.C. accompagnò Fabricio nella sua ambasciata presso Pirro.